# Apuli
Apulii  erau un trib dacic, care locuiau în zona Mureșului mijlociu, cu centrul la Apulon, așezare cunoscută azi sub numele de Piatra Craivii, aflată în apropiere de Alba Iulia.
Apuli sunt asemănați cu Apulia,un trib vechi situat în sud-estul Italiei,care au fost soluționați de către triburi ilirice (de asemenea de ,denumiți Apuli sau Iapyges).
Lingviști au folosit ca un exemplu pentru asemănările dintre limbile ilirilor și Traco-geți